# Football Club Trapani 1905
Maillots
Actualités
La Società Sportiva Dilettantistica Football Club Trapani 1905, plus simplement le Trapani, est le club de football de la ville de Trapani, chef-lieu de la province éponyme, dans l'ouest de la Sicile. Il évolue lors de la saison 2025-2026 en Serie C (troisième division).

## Historique

Ancien logo (2010-2021)

Le club est fondé en 1905 sous le nom Unione Sportiva Trapanese, qu'il conserve jusqu'en 1915. Au cours de son histoire centenaire, il change souvent de dénomination. 
En 2002, il prend l'appellation Associazione Sportiva Dilettantistica Trapani Calcio, qu'il conserve jusqu'en 2010, pour adopter son nom actuel : Trapani Calcio.[réf. nécessaire]
Le club de Trapani a une particularité, son président Morace détient plusieurs bateaux dans le port de cette ville sicilienne et l'un d'eux, le Gianni Morace, est le lieu d'habitation de plusieurs joueurs de l'effectif actuel.
En octobre 2020, le club, incapable de payer ses joueurs est exclu du football italien par le Conseil Fédéral du Calcio.

## Palmarès
- Lega Pro Prima Divisione (D3)
  - Champion : 2013

- Serie C2 (D4)
  - Champion : 1994

- Serie D (D4 / D5)
  - Champion : 1972 et 1985

## Personnalités du club

### Anciens entraîneurs
- 2006-mars 2009 :  Tarcisio Catanese
- Mars 2009-juin 2009 :  Carmine Pugliese
- 2009-mars 2015 :  Roberto Boscaglia
- Mars 2015-2016 :  Serse Cosmi
- 2016- :

### Anciens joueurs
- Marco Materazzi  ( Italie)
- Heinrich Schönfeld ( Autriche)